# Mike Maas
Mike Maas (* 17. August 1969 in Neuenburg am Rhein) ist ein deutscher Schauspieler.

## Leben
Maas absolvierte zwischen 1991 und 1995 seine Schauspielausbildung an der Hochschule der Künste in Berlin. Sein erstes Engagement erhielt er 1996 am Theater Bielefeld in einer Inszenierung von Shakespeares Ein Sommernachtstraum in den Rollen des Matz Schlucker und Senfsamen. Danach folgte ein Engagement am Theater der Altmark in Stendal. Unter anderem trat er auch am Theater Konstanz in der Rolle des Zwerg Nase im gleichnamigen Stück auf.
Seit 1998 war Maas in mehreren Fernsehrollen und Werbespots zu sehen, darunter eine Episodenhauptrolle in der Kriminalserie SK-Babies des deutschen Fernsehsenders RTL. Eine seiner ersten Fernsehrollen spielte er aber bereits von Oktober 1991 bis Februar 1992, während seiner Schauspielausbildung in Berlin, als er in acht Folgen der Serie Licht und Schatten unter Regie von Andreas Weiß den Studenten Waldo darstellte. Von 2007 bis 2008 gab er den Spurensicherer Hellmann im Tatort Konstanz und unterstützte somit das Kommissarenpaar von Eva Mattes und Sebastian Bezzel.
Im April und Mai 2008 nahm Maas an der Castingshow Bully sucht die starken Männer teil und erhielt die Rolle des Gorm. So drehte er von August bis November 2008 unter der Regie von Michael "Bully" Herbig den Kinofilm Wickie und die starken Männer in selbiger Rolle. 2011 kam die Fortsetzung Wickie auf großer Fahrt in die deutschen Kinos.

## Filmografie (Auswahl)
- 1991–1992: Licht und Schatten (TV-Serie, acht Folgen)
- 2002: Maximum Speed – Renn’ um dein Leben! (TV-Film)
- 2004: Das allerbeste Stück (TV-Film)
- 2005: Berlin, Berlin (TV-Serie, eine Folge)
- 2006: Beutolomäus und der geheime Weihnachtswunsch (TV-Film)
- 2006: Verschleppt – Kein Weg zurück (TV-Film)
- 2007: Albert – Mein unsichtbarer Freund (TV-Film)
- 2007: Tatort – Engel der Nacht (TV-Reihe)
- 2008: Tatort – Der Kormorankrieg (TV-Reihe)
- 2008: Tatort – Seenot (TV-Reihe)
- 2008: Bully sucht die starken Männer
- 2009: Wickie und die starken Männer
- 2010: Frösche petzen nicht (TV-Film)
- 2010: Der Gewaltfrieden (TV-Film)
- 2010: Trau’ niemals deinem Chef
- 2011: Anonymus
- 2011: Wickie auf großer Fahrt
- 2012: Ende der Schonzeit
- 2013: Eine verhängnisvolle Nacht
- 2013: Notruf Hafenkante (Fernsehserie, Folge Gefangen)
- 2014: Mord mit Aussicht (Fernsehserie, Folge 3x09 Spuk in Hengasch)
- 2016: In aller Freundschaft – Die jungen Ärzte (Fernsehserie, Folgen Verrat und Abschied)
- 2017: Die Rosenheim-Cops (Fernsehserie, Folge 17x09 Alle wollen Stockl)
- 2018: Der Ranger – Paradies Heimat: Wolfsspuren
- 2020: SOKO Stuttgart (Fernsehserie, Folge Strike!)
- 2021: Die Heiland – Wir sind Anwalt (Fernsehserie, Folge Ausgeknockt!)
- 2023: Großstadtrevier (Fernsehserie, Folge Mein großer Freund Fred)